# 34800 Evanmeade
34800 Evanmeade este o planetă minoră (asteroid), cu un diametru de 4,066 km, din centura de asteroizi. A fost descoperită pe 17 septembrie 2001 la Experimental Test Site⁠(d) de Lincoln Near-Earth Asteroid Research. 
Obiectul prezintă o orbită caracterizată de o semiaxă mare de 2,3936459 UAi, o excentricitate de 0,16, o înclinație de 8,93042 ° în raport cu ecliptica.